# Thảm sát Haymarket
Thảm sát Haymarket hay Bạo động Haymarket những diễn biến xảy ra sau một vụ đánh bom tại một cuộc biểu tình lao động diễn ra tại Quảng trường Haymarket, Chicago, Hoa Kỳ vào ngày 4 tháng 5 năm 1886. Trong cuộc biểu tình đòi ngày làm tám giờ và phản đối sự việc cảnh sát giết hại công nhân mấy ngày trước đang diễn ra ôn hoà, một người vô danh đã ném một quả bom về phía cảnh sát khi họ đang giải tán đám đông tham gia cuộc biểu tình. Vụ việc kết thúc bằng một vụ bắn súng, kết quả là 7 cảnh sát và ít nhất là 4 công dân chết, rất nhiều người bị thương.
Sau vụ việc này có tám người bị bắt, 7 người bị kết án treo cổ, một người bị kết án 15 năm tù. Có chứng cứ chứng minh là một người trong số họ có thể liên quan đến việc chế tạo quả bom, nhưng không có người nào trong đó đã ném nó.
Thống đốc Illinois là Richard J. Oglesby đã giảm án cho hai người xuống án chung thân, và giữ cho những người còn lại không được tự sát để khỏi phải đối mặt với giá treo cổ, 4 người bị đem ra treo cổ vào 11/11/1893. Năm 1893, thống đốc mới của bang Illinoi là John Peter Altgeld đã tha cho những người còn lại và chỉ trích phiên tòa xét xử 8 người trong vụ thảm sát Haymarket.
Sự kiện Haymarket thường được coi là nguồn gốc của ngày quốc tế lao động 1/5